# Motorový vůz 812 (ŽS)

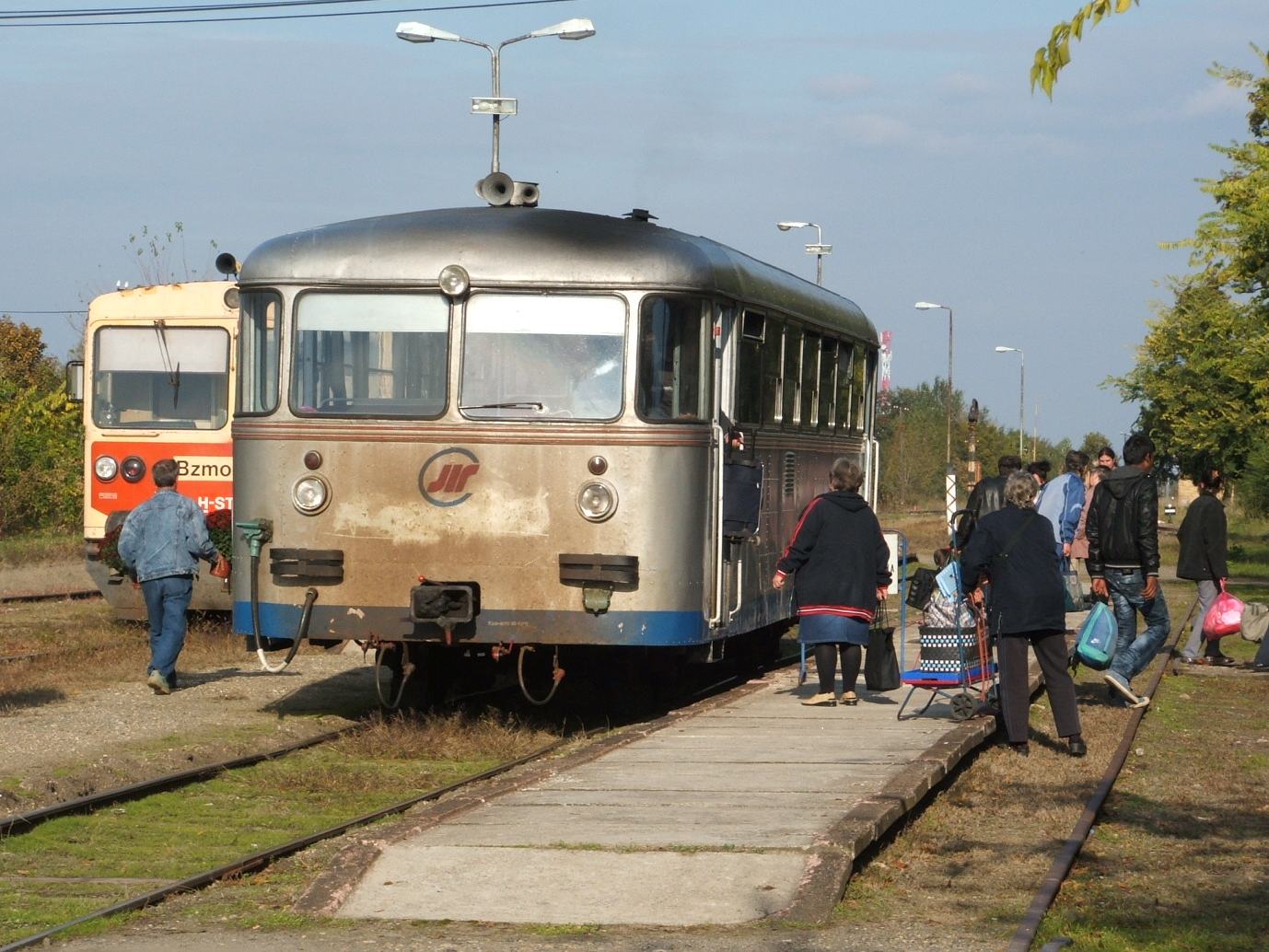
Motorový vůz č. 812 v železniční stanici Horgoš

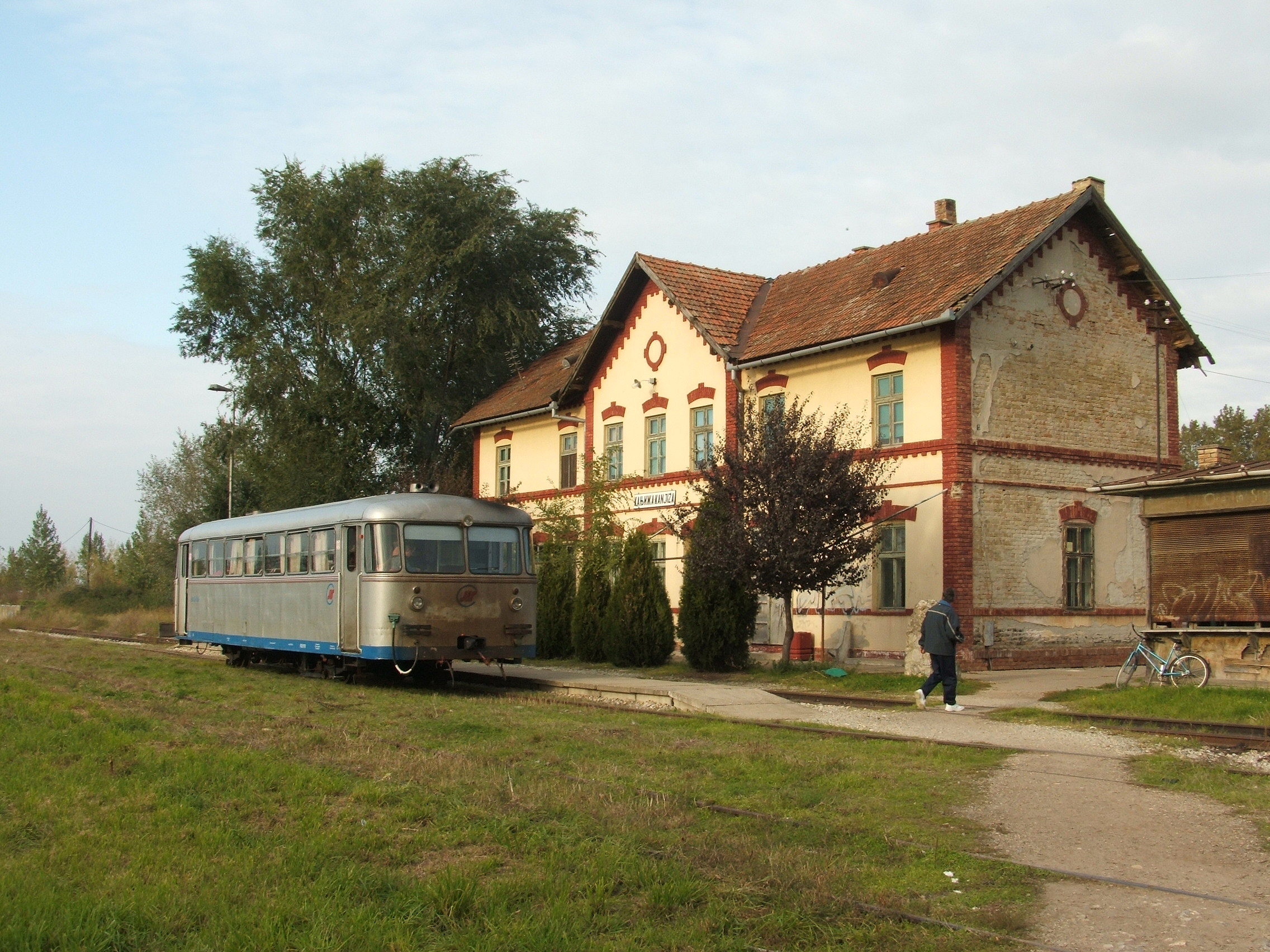
Motorový vůz č. 812 ve stanici Kanjiža

Motorový vůz 812 srbských železnic (původně jugoslávských železnic) bývá nasazován na lokální železniční tratě na území Srbska. Výrobcem motorového vozu byly společnosti DUEWAG/GOŠA. Značen je jako ŽS 812.
Na začátku 50. let 20. století padlo v Jugoslávských železnicích rozhodnutí o dovozu velkého počtu motorových vozů, které by mohly být nasazeny na lokální tratě po celé zemi. Nakonec byl vybrán model Uerdinger Schienenbus VT 95, vyráběný tehdy v Západním Německu. První vozy byly dodány na území Jugoslávie v roce 1955 a do roku 1959 jich sloužilo již 40. Technicky byly na mnohem vyšší úrovni než předchozí soupravy (především do té doby nasazované parní vlaky) a jugoslávský stát se rozhodl v roce 1959 zakoupit v Německu licenci pro výrobu vlaků. Od toho roku tak byly motorové vozy vyráběny továrnou GOŠA ve Smederevské Palance. Jednalo se o první motorové vozy vyráběné na jugoslávském území. Zatímco ty dovezené ze Západního Německa byly červené barvy, jugoslávský výrobce je dodával v barvě stříbrné. Odtud lidová přezdívka Stříbrný šíp (srbsky Srebrna strela). Později se však spíše uplatnil název německý, a to šinobus. Vozy dosahovaly rychlosti až 90 km/h. Motoráčky byly provozovány v dvouvozových soupravách.
Výroba těchto motorových vozů probíhala až do roku 1969.
Po rozpadu Jugoslávie v roce 1991 se staly operátory těchto šinobusů dopravci v nástupnických státech, slovinské, chorvatské a srbské železnice. Zatímco Slovinci a Chorvaté je vyřadili již dříve, v Srbsku k tomu došlo až v roce 2016. Nahrazeny byly novějšími motorovými vozy řady ŽS 711 ruské výroby. Kromě toho byly také během 70. a 80. let pořízeny motorové vozy řady JŽ 712 výrobce MACOSA ze Španělska, které tehdy pomohly částečně omladit vozový park.
Na začátku 90. let bylo na území Vojvodiny, kde je na srbské poměry relativně hustá železniční síť, provozováno celkem 70 šinobusů, které denně převezly 20 000 cestujících.